# Кампоманес, Флоренсио
Флоре́нсио Ба́са Кампома́нес (исп. Florencio Basa Campomanes; 22 февраля 1927, Манила, Филиппины — 3 мая 2010, Багио, Филиппины) — филиппинский шахматист и шахматный функционер, президент ФИДЕ (1982—1995).

## Биография
Первый национальный мастер по шахматам (1950), Кампоманес окончил Филиппинский университет в 1948 году и университет Брауна в США в 1951 году.
В 1956 и 1960 годах Кампоманес выиграл чемпионат Филиппин по шахматам, также он представлял страну на пяти шахматных олимпиадах. На олимпиаде 1960 года в Лейпциге играл с действующим чемпионом мира Михаилом Талем и уступил.
С 1956 по 1982 год Кампоманес был постоянным представителем Филиппин в ФИДЕ. В 1966—1970 годах он был президентом азиатской зоны ФИДЕ, с 1974 по 1982 год — вице-президентом по Азии. В 1978 году Кампоманес организовал в Багио Матч за звание чемпиона мира по шахматам между Анатолием Карповым и Виктором Корчным. Значительную роль в организации матча сыграла дружба Кампоманеса с филиппинским диктатором Ф. Маркосом.
В 1982 году Кампоманес был избран президентом ФИДЕ. На выборах он победил действующего президента Фридрика Олафссона и Божидара Кажича из Югославии.
15 февраля 1985 года Кампоманес своим решением прекратил матч на первенство мира по шахматам между Карповым и Каспаровым после 48-й партии, мотивировав это исчерпанием физических и психологических ресурсов участников матча. К этому моменту в матче до шести побед без ограничения по количеству партий Карпов вёл в счёте 5:3, но Каспаров выиграл 47-ю и 48-ю партии. Регламент матча не предусматривал возможности принятия таких решений, но Кампоманес сослался на общие полномочия президента по уставу ФИДЕ. Широко распространено мнение, что это было сделано по настоянию СССР (накануне Кампоманесу было передано письмо за подписью председателя Шахматной федерации СССР Севастьянова с просьбой об объявлении перерыва в матче) и в интересах Карпова. Эту мысль проводил и Каспаров в автобиографии «Дитя перемен» (1987) и позже. Историк Эдвард Уинтер, впрочем, отмечает, что достоверных доказательств этому не существует, а сам Каспаров непоследователен в оценке этих событий и собственной готовности продолжать матч.
После ухода с поста президента ФИДЕ (в 1995 году его сменил Кирсан Илюмжинов) Кампоманес остался Почётным президентом ФИДЕ.
В 2003 году Кампоманес был признан виновным в растрате 13 млн песо в ходе подготовки олимпиады 1992 года в Маниле. Позже приговор был отменён, поскольку Кампоманес представлял международную организацию и не был связан филиппинским законодательством по раскрытию финансовых расходов.
В феврале 2007 г. попал в аварию и находился на интенсивной терапии. Кампоманес умер 3 мая 2010 года в Багио от рака предстательной железы.

## Спортивные достижения
| Год  | Город     | Турнир                   | + | − | = | Результат | Место |
| ---- | --------- | ------------------------ | - | - | - | --------- | ----- |
| 1944 | Манила    | Чемпионат Манилы         |   |   |   | из        |       |
| 1954 |           | Чемпионат штата Нью-Йорк |   |   |   | из        | 2-3   |
| 1956 |           | Чемпионат Филиппин       |   |   |   | из        | 1     |
|      | Москва    | 12-я олимпиада           | 3 | 9 | 5 | 5½ из 17  |       |
| 1958 | Мюнхен    | 13-я олимпиада           | 8 | 7 | 4 | 10 из 19  |       |
| 1960 |           | Чемпионат Филиппин       |   |   |   | из        | 1     |
|      | Лейпциг   | 14-я олимпиада           | 1 | 7 | 6 | 4 из 14   |       |
| 1964 | Тель-Авив | 16-я олимпиада           | 3 | 3 | 4 | 5 из 10   |       |
| 1966 | Гавана    | 17-я олимпиада           | 4 | 7 | 9 | 8½ из 20  |       |